# Božanovići
Božanovići (serbisch-kyrillisch Божановићи) ist ein Dorf im Osten von Bosnien und Herzegowina. Es zählt zur Gemeinde Kalinovik und gehört seit dem Bosnienkrieg zur Republika Srpska.

## Geografie
Božanovići ist ein kleiner Weiler, der sich etwa zwei Kilometer westlich des Gemeindezentrums Kalinovik in 1100 m Höhe im ostbosnischen Hochland befindet. Die karstige Umgebung ist zerklüftet, wasserarm und spärlich bewachsen. Im Norden dominiert das Treskavica-Gebirge die Landschaft, im Westen der 1450 m hohe Berg Oštrikovac. Am südlichen Ortsrand befindet sich der orthodoxe Friedhof.

## Bevölkerung
Die Einwohnerzahl ist in der zweiten Hälfte des 20. Jahrhunderts beständig gesunken, von 112 im Jahre 1961 auf nur noch 66 Einwohner im Jahre 1991. Die Bewohner bezeichneten sich 1991 ausschließlich als Serben.

## Persönlichkeiten
Der General der VRS (Vojska Republike Srpske) und verurteilte Kriegsverbrecher Ratko Mladić wurde am 12. März 1942 in Božanovići geboren.